# Первинна хірургічна обробка рани
Первинна хірургічна обробка рани (абревіатура ПХО) — хірургічна обробка рани з метою профілактики раневої інфекції і створення найбільш сприятливих умов для загоєння рани. Це складна операція, яка виробилася внаслідок еволюції простішої операції — розрізування рани (debridement). Створення вільного відпливу з рани запального ексудату і змертвілих часток ушкоджених тканин та доступу в глибину рани кисню сприяє зменшенню частоти розвитку анаеробних форм інфекції (правець, газова гангрена), а також гнійної (банальної) інфекції чи зменшенню обсягу та загрози її для стану організму.

## Показання
- При великих ранах м'яких тканин з розтрощеними, рваними, нерівними краями, при сильному забрудненні землею та ін.
- При всіх ранах з ушкодженням великої судини, нерва, кістки[1]

## Протипоказання
- При дрібних поверхневих ранах з вузьким вхідним і вихідним отворами без ознак поранення великої судини, нерва, сухожилля, кістки
- При множинних дрібних поверхневих сліпих ранах (саднах)[1]
- При тяжкому стані хворого[джерело?]

## Етапи
Первинна хірургічна обробка рани складається з таких етапів:
- дезінфекція операційного поля у радіусі до 10 см навколо рани;
- знеболювання (загальне чи місцеве — залежно від рани та стану потерпілого);
- промивання рани розчином антисептика, висушування
- ревізія порожнини рани шляхом огляду її (рану розкривають зубастими гачками);
- при необхідності, розрізування рани впродовж її довгої осі до дна;
- видалення з рани сторонніх тіл (осколків металу, дерева, одягу, камінців, землі тощо);
- вирізування іншим скальпелем чи ножицями пошкоджених країв рани і дна в межах здорових тканин, відступивши від країв 0,5—1,5 см (розмір залежить від локалізації рани, тобто характеру тканин — чи немає в ділянці рани життєво важливих судин, нервів, органів тощо);
- за неможливості повного видалення дна рани (а також її країв) видаляють лише найбільш уражені тканини в межах анатомічно можливого;
- проведення після зміни хірургом рукавичок і інструментів, гемостазу в рані шляхом перев'язування судин нитками (переважно такими, що розсмоктуються, наприклад кетгут) чи електрокоагуляції їх);
- промивання рани хімічними антисептичними засобами (розчинами фурациліну, хлоргексидину, йодопірону тощо);
- дренування (введення у рану дренажу) — гумової смужки або хлорвінілової чи силіконової трубки (залежно від характеру рани та ступеня її контамінації мікрофлорою);
- після ретельного видалення пошкоджених тканин, закривання рани швами (за винятком вогнепальних) за допомогою голкотримача, хірургічної голки, хірургічних шовних матеріалів та пінцету. Винятки часто роблять для ран, що локалізуються в ділянці сідниць, стегон. Якщо є сумніви щодо радикальності видалення пошкоджених тканин і за великої контамінації рани мікробами, рану можна залишити на 2—4 доби відкритою та закрити її первинновідтермінованими швами.

### Відео
- ПХО рани (О-2) 2020, youtube, 1хв 55сек